# Maxim Hermaniuk
Maxim Hermaniuk, né le 30 octobre 1911 près de Horodok en Ukraine et mort le 3 mai 1996, était un prélat de l'Église grecque-catholique ukrainienne.

## Biographie
Maxim Hermaniuk a été l'archéparque métropolitain de l'archéparchie de Winnipeg des Ukrainiens de 1956 à 1992. Il a également été le président du synode de l'Église grecque-catholique ukrainienne de 1969 à 1974. Il a été nommé officier de l'ordre du Canada en 1982.